# Адриатическая морская собачка
Адриатическая морская собачка (лат. Microlipophrys adriaticus) — вид лучепёрых рыб семейства собачковых, ранее относимых к роду Lipophrys и известных под названием Lipophrys adriaticus.
Вид распространён в Средиземном море, Адриатическом и Эгейском морях, а также в Мраморном и Чёрном морях. В Крыму встречается в Севастопольских бухтах.